# Palaeorhiza paradisea
Palaeorhiza paradisea là một loài Hymenoptera trong họ Colletidae. Loài này được Hirashima mô tả khoa học năm 1978.